# Augenblicke – 4 Szenen mit Paula Wessely
Augenblicke – 4 Szenen mit Paula Wessely ist ein deutsch-österreichischer Fernsehfilm von 1979.

## Handlung
Der Episodenfilm besteht aus vier nicht miteinander verbundenen Geschichten, in denen jeweils Paula Wessely die Hauptrolle spielt.

### Alter Wein
Die erste Episode beruht auf einer Geschichte von Ferenc Molnár: Eine ältere Dame, die gerade ihrer Enkelin Michaela bei deren Reitstunde zuschaut, bekommt überraschend Besuch von einem ehemaligen Verehrer, den sie seit 30 Jahren nicht gesehen hat. Damals war ihr Mann für längere Zeit abwesend und der Verehrer besuchte sie oft, auch sie entwickelte Gefühle für ihn. Nun erzählt sie ihm, dass ihre damals elfjährige Tochter kurzzeitig in ihn verliebt gewesen sei, wie die Mutter in deren Tagebuch gelesen habe. Dies führte bei ihr selbst dazu, dass sie plötzlich ihre Tochter als Frau und als Konkurrentin wahrnahm. Am Ende gibt sie jedoch zu, dass diese Geschichte unwahr sei: Tatsächlich habe sie ihm eine Geschichte als „Generalprobe“ erzählt, die eigentlich für ihre Tochter bestimmt ist. Diese befinde sich gerade in einer ähnlichen Situation – ein verreister Mann, Besuche von einem Verehrer – und die Mutter möchte sie vor einer „Dummheit“ bewahren.

### Teestunde
Eine Frau erwartet den Besuch von ihrem Geliebten Alfons, der mit ihr seine Ehefrau hintergeht. Er besucht sie jeden Montagnachmittag zur selben Zeit, und sie kocht seinen liebsten Tee und legt seine liebste Musik auf. Doch diesmal erscheint statt ihm seine Ehefrau und teilt ihr mit, dass Alfons gestorben ist. Zudem erfährt sie, dass Alfons noch zwei weitere Geliebte hatte, die er ebenso regelmäßig an anderen Wochentagen besuchte. Zur großen Überraschung wusste die Ehefrau dies und fand sich damit ab. Sie reden über Alfons, und als die Ehefrau wieder gehen will, um die beiden anderen Geliebten zu informieren, beschließt die Geliebte, mitzugehen.

### Havlicek
Eine Großmutter ist neugierig, wo ihr zwölfjähriger Enkel Alexander sich nach der Schule herumtreibt, da er immer später nach Hause kommt. Sie lauert ihm vor der Schule auf und verfolgt ihn zu einem Hochhaus, an dem der Junge hinaufschaut. Dort stellt sie ihn zu Rede: Alexander hat herausgefunden, dass in diesem Haus sein Fußball-Idol Havlicek wohnt. Als Havlicek das Haus verlässt, verfolgen Oma und Enkel ihn zunächst zu einer Wäscherei und dann zum Friseur. Eigentlich will Alexander nur ein Autogramm, traut sich aber nicht, ihn anzusprechen. Die Oma hat zunächst kein Verständnis für ihn und ist enttäuscht, dass er so „amusisch“ sei, sich nur für Fußball und nicht für „Höheres“ interessiere. Deshalb lehnt sie es auch ab, als er sich Geld von ihr borgen will, um sich bei dem Friseur die Haare schneiden zu lassen und bei dieser Gelegenheit Havlicek anzusprechen. Doch dann erinnert sie sich an ihre eigenen Schwärmereien, als sie im Alter ihres Enkels war: Sie wartete vor der Oper, um ein Autogramm eines berühmten Sängers oder Dirigenten zu bekommen, und war genauso nervös. Schließlich gibt sie Alexander das Geld, aber da verlässt Havlicek gerade den Laden, und sie haben die Gelegenheit verpasst.

### Talfahrt
Ein reicher Geschäftsmann verbringt Zeit mit seiner Familie in einem Hotel in den Bergen. Am Sonntagabend lässt er Frau und Kinder dort zurück und fährt mit der letzten Gondelbahn hinab ins Tal, um arbeiten zu gehen. Im letzten Moment betritt eine ältere Dame die Gondel und setzt sich ihm gegenüber. Er verhält sich jedoch unhöflich und beachtet sie hinter seiner Zeitung nicht. Auf dem Weg ins Tal bleibt die Gondel plötzlich stehen, was beide noch nie erlebt haben. Sie wissen nicht, ob sie sich Sorgen machen müssen, die ganze Nacht in der Gondel zu verbringen oder gar abzustürzen. Der Mann beginnt ein Gespräch mit ihr und kommt schnell zu sehr persönlichen Dingen, die er mit der ihm unbekannten Dame teilt, zum Beispiel seine Eheprobleme. Er befürchtet, die Gondel könnte abstürzen und sie wäre nun die letzte Person, die ihm in seinem Leben begegnet. Er wünscht, er wäre ihr schon früher begegnet, und möchte sie küssen, was sie aber ablehnt. Als er gerade aufsteht, um sie zu küssen, fährt die Gondel wieder an. Er setzt sich wieder hin und blickt in seine Zeitung, als wäre nichts gewesen. Im Tal angekommen gehen beide ihrer Wege.

## Produktion
Der Film ist eine Ko-Produktion von ORF und ZDF, hergestellt von Wien-Film. Die ersten Fernseh-Ausstrahlungen waren am 26. Dezember 1979 im österreichischen, am 12. April 1980 im Schweizer und am 28. September 1980 im deutschen Fernsehen.
Ebenfalls bei Wien-Film entstand im darauffolgenden Jahr ein sehr ähnlicher Episodenfilm über Wesselys Ehemann Attila Hörbiger unter dem Titel Wahre Geschichten – frei erfunden. Vier Episoden mit Attila Hörbiger.

## Rezeption
„Kurze, im Ungefähren verbleibende und doch prägnante Szenen, die von Lida Winiewicz passgerecht zubereitet und von Wesselys Ex-Schwiegersohn Wolfgang Glück auf die Mattscheibe gebracht wurden.“